# Гіллтаун Тауншип (округ Бакс, Пенсільванія)
Гіллтаун Тауншип (англ. Hilltown Township) — селище (англ. township) в США, в окрузі Бакс штату Пенсільванія. Населення — 16 284 особи (2020).

### Клімат
| Клімат : Гіллтаун Тауншип | Клімат : Гіллтаун Тауншип | Клімат : Гіллтаун Тауншип | Клімат : Гіллтаун Тауншип | Клімат : Гіллтаун Тауншип | Клімат : Гіллтаун Тауншип | Клімат : Гіллтаун Тауншип | Клімат : Гіллтаун Тауншип | Клімат : Гіллтаун Тауншип | Клімат : Гіллтаун Тауншип | Клімат : Гіллтаун Тауншип | Клімат : Гіллтаун Тауншип | Клімат : Гіллтаун Тауншип | Клімат : Гіллтаун Тауншип |
| Показник                  | Січ.                      | Лют.                      | Бер.                      | Квіт.                     | Трав.                     | Черв.                     | Лип.                      | Серп.                     | Вер.                      | Жовт.                     | Лист.                     | Груд.                     | Рік                       |
| Абсолютний максимум, °C   | 21,1                      | 25,1                      | 29,8                      | 33,7                      | 34,2                      | 34,7                      | 38,5                      | 36,9                      | 35,7                      | 31,1                      | 26,5                      | 23,5                      | 38,5                      |
| Середній максимум, °C     | 3,2                       | 5,1                       | 9,7                       | 16,6                      | 22,0                      | 26,7                      | 28,9                      | 28,1                      | 24,3                      | 17,9                      | 11,8                      | 5,5                       | 16,7                      |
| Середня температура, °C   | −1,7                      | −0,2                      | 4,1                       | 10,2                      | 15,6                      | 20,6                      | 23,1                      | 22,2                      | 18,1                      | 11,8                      | 6,3                       | 0,8                       | 10,9                      |
| Середній мінімум, °C      | −6,6                      | −5,4                      | −1,6                      | 3,8                       | 9,2                       | 14,4                      | 17,1                      | 16,3                      | 11,9                      | 5,6                       | 0,8                       | −3,9                      | 5,2                       |
| Абсолютний мінімум, °C    | −25,3                     | −21,1                     | −17                       | −9,1                      | −0,9                      | 4,2                       | 7,8                       | 4,8                       | 0,9                       | −5,3                      | −12,2                     | −19,8                     | −25,3                     |
| Норма опадів, мм          | 87                        | 71                        | 98                        | 103                       | 111                       | 112                       | 123                       | 101                       | 116                       | 108                       | 95                        | 101                       | 1226                      |
| Вологість повітря, %      | 68.4                      | 65.1                      | 60.8                      | 59.0                      | 63.5                      | 69.7                      | 69.5                      | 72.0                      | 73.4                      | 71.4                      | 70.4                      | 70.4                      | 67.8                      |
| ------------------------- | ------------------------- | ------------------------- | ------------------------- | ------------------------- | ------------------------- | ------------------------- | ------------------------- | ------------------------- | ------------------------- | ------------------------- | ------------------------- | ------------------------- | ------------------------- |
| Джерело: PRISM            |                           |                           |                           |                           |                           |                           |                           |                           |                           |                           |                           |                           |                           |

## Демографія
Згідно з переписом 2010 року, у селищі мешкало 15 029 осіб у 5386 домогосподарствах у складі 4169 родин. Було 5574 помешкання
Расовий склад населення:
| - 92,7 % — білих - 3,1 % — азіатів - 2,0 % — чорних або афроамериканців - 0,1 % — вихідців з тихоокеанських островів - 0,1 % — корінних американців |

До двох чи більше рас належало 1,3 %. Частка іспаномовних становила 2,8 % від усіх жителів.
За віковим діапазоном населення розподілялося таким чином: 25,8 % — особи молодші 18 років, 60,7 % — особи у віці 18—64 років, 13,5 % — особи у віці 65 років та старші. Медіана віку мешканця становила 40,6 року. На 100 осіб жіночої статі у селищі припадало 97,3 чоловіків;  на 100 жінок у віці від 18 років та старших — 94,8 чоловіків також старших 18 років.
Середній дохід на одне домашнє господарство  становив 106 691 долар США (медіана — 85 082), а середній дохід на одну сім'ю — 120 489 доларів (медіана — 93 420). Медіана доходів становила 65 811 долар для чоловіків та 50 766 доларів для жінок. За межею бідності перебувало 4,2 % осіб, у тому числі 5,6 % дітей у віці до 18 років та 1,6 % осіб у віці 65 років та старших.
Цивільне працевлаштоване населення становило 7697 осіб. Основні галузі зайнятості: освіта, охорона здоров'я та соціальна допомога — 20,4 %, роздрібна торгівля — 13,5 %, виробництво — 12,8 %.